# (467021) 2016 CJ150
(467021) 2016 CJ150 es un asteroide perteneciente al cinturón de asteroides, descubierto el 22 de abril de 2004 por el equipo Spacewatch desde el Observatorio Nacional de Kitt Peak (Arizona, Estados Unidos).